# Антоніо Імберт Баррера
Антоніо Імберт Баррера (ісп. Antonio Imbert Barrera; 3 грудня 1920, Сан-Феліпе-де-Пуерто-Плата — 31 травня 2016, Санто-Домінго) — домініканський військовий і політичний діяч, був формальним президентом країни з 7 травня до 30 серпня 1965 року.

## Кар'єра
Першим важливим постом для нього була посада губернатора провінції Пуерто-Плата 1940 року. Був усунутий з цього посту Рафаелем Трухільйо за надсилання тому телеграми, що повідомляла імена тих, хто вижив після невдалої спроби вторгнення до Луперона. Така відставка стала особистою причиною для подальшої участі Імберта у вбивстві Трухільйо.
30 травня 1961 року Трухільйо був застрелений, коли його авто потрапило до засідки на дорозі за межами столиці. Імберт був водієм авто, що виїхало з засідки. Більшість із тих, хто брав участь у змові з метою вбивства Трухільйо згодом були страчені, за винятком Імберта і Луїса Аміами Тіо. Імберт пішов у глибоке підпілля до 2 грудня.
В результаті усіх тих подій Імберт здобув славу національного героя. Під час громадянської війни 1965 року очолював одне з угрупувань, що билось з урядом конституціоналістів полковника Франсіско Альберто Кааманьйо, який намагався повернути Хуана Боша на посаду президента країни.
Фракція Імберта, що отримала назву Уряду національної реконструкції, була схвалена американськими військовими інспекторами. Будучи союзником американців, був серед тих, хто підписав мирну угоду, що поклала край війні.
21 березня 1967 року у Санто-Домінго Імберт зазнав замаху — у нього стріляли. Організаторами нападу були прибічники покійного диктатора Трухільйо. Імберт зумів вижити, самостійно діставшись автомобілем до клініки.